# Sonja lærer at cykle
|  | Denne artikel er oprettet af botten PalnaBot ud fra en ekstern database. Den kan derfor have sproglige fejl eller mangler. Denne skabelon kan fjernes efter kontrol af indholdet. |

Sonja lærer at cykle er en film instrueret af Anna Vesterholt.

## Handling
Lun og balancerende dokukomedie om Sonja på 60, der skal lære at cykle. Hun glemmer det aldrig...